# Mahokrilac (zrakoplov)
Mahokrilac (en. Ornithopter, rus. махолёт, птицекрылый летательный аппарат) je zrakoplov koji uzgon stvara mašući sa svojim krilima. U prirodi postoje mnogi primjeri takvog letjenja (kao što su let ptice, šišmiša ili raznih insekata) kojeg dizajneri zrakoplova pokušavaju oponašati. Uz mnoge neuspjele pokušaje zabilježeno je i par uspješnih letova.

## Povijesni razvoj
Prva ideja o imitiranju ptica prilikom konstruiranja krila za let potječe iz starogrčke legende o Dedalu i Ikaru. Roger Bacon je među prvima zapisao svoja razmišljanja o tehnologiji leta. Leonardo da Vinci počeo je proučavati letenje ptica oko 1490. godine. Zaključio je da su ljudi preteški i preslabi za letenje upotrebom krila jednostavno pričvršćenih za ruke. Od tada radi na planovima uređaja u kojem bi pilot ležeći na tvrdoj podlozi pokretao dva opnasta krila pomoću ruku preko poluga, sustavom zatezača i nožnih pedala. Izradio je samo maketu takvog uređaja.

## Uspješni letovi
Prvi mahokrilac sposoban za let konstruiran je 1870-ih u Francuskoj. Gustav Trouvéov model na prezentaciji za Francusku Akademiju Znanosti preletio je razdaljinu od 70 metara.
Oko 1890. Lawrence Hargrave izradio je nekoliko mahokrilaca pokretanih parom ili komprimiranim zrakom. Prvi je upotrijebio mala krila koja mašu stvarajući tako vučnu silu, dok seuzgon stvarao na velikim nepokretnim krilima. U takvoj konstrukciji zupčasti prijenosi su bili nepotrebni što je uveliko pojednostavilo konstrukciju letjelice. Danas se takva konstrukcija izbjegava jer se želi postići što veća sličnost letu ptice.
Do danas je bilo puno neuspjelih pokušaja kao i raznih stupnjeva uspješnosti leta mahokrilca.
1929. godine mahokrilac pokretan snagom mišića letača kojeg je dizajnirao Alexander Lippisch preletjeo je udaljenost od 250-300 metara nakon što je uzletio uz pomoć vuče. Sam let je ostvaren snagom letača ali je najvjerojatnije udaljenost ostvarena balansiranim letom nakon postizanja visine vučom letača.
1942. godine Adalbert Schmid letio je s mahokrilcem kojeg je pokretao motor motocikla od 3 KS. Mala „mahajuča“ krila bila su učvršćena sa strane trupa iza velikih nepokretnih krila. Let je bez prekida trajao 15 minuta.
Yves Rousseau 1995. ponovno pokušava letjeti mahokrilcom uz pomoć ljudske snage. 20. travnja 2006. godine u njegovom 212. pokušaju, pred ovlaštenim službenicima Aero-kluba Francuske uspijeva preletjeti 64 metara. Pri sljedećem 213. letu, zbog naglog naleta vjetra, dolazi do loma krila i letač pada i biva teško ozlijeđen.
Tim stručnjaka u University of Toronto Institute for Aerospace Studies, kojeg vodi profesor James DeLaurier već nekoliko godina radi na mahokrilcu kojeg će pokretati motor i upravljati pilot. U srpnju 2006. na letilištu Bombardiera u Torontu DeLaurierova letjelica uzletjela je pomoću mlaznog motora i ostvarila 14 sekundi leta. Prema njegovim riječima mlazni motor potreban je za kontinuiran let a letjelica se u zraku održava pomoću krila koja mašu.

## Aerodinamika
Aerodinamički, mahokrilac se od aviona razlikuje u krilima koja su u stvari pokretni aeroprofil koji stvara i silu uzgona i silu potiska. Pokretni aeroprofili su veliki, tako da je i količina zraka namijenjena stvaranju sile uzgona maksimalna. Kako "mahajuča" krila stvaraju i potisak i uzgon, otpor koji stvaraju krila letjelice je minimalan. Te dvije prednosti mogu mahokrilcu osigurati veliki stupanj efikasnosti tijekom leta.
Prema općenitim aerodinamičkim značajkama, mahokrilac ostavlja dojam veće efikasnosti u korištenju snage od rotirajućeg propelera ili potiska mlaznog motora. Problemi koji sprječavaju veću praktičnu primjenu su zahtjevi mehanizama i strukture letjelice, kao i upitana udobnost putnika radi stalnog podrhtavanja trupa, uzrokovano pomicanjem krila.